# 奧古斯托·米達納
奧古斯托·米達納（Augusto Midana，1984年5月20日—）是一名幾內亞比索角力運動員，主攻男子自由式74公斤級項目。他曾獲得非洲角力錦標賽男子自由式74公斤級冠軍。

## 外部連結
- International Wrestling Datbase